# Smaragde de Ravenne
Pour les articles homonymes, voir Smaragde.
Smaragde de Ravenne (?-611) (en latin : Smaragdus), est un patricien byzantin qui fut nommé deux fois exarque de Ravenne de 584/585 à 589/590, et de 603 à 608.

## Biographie

### Premier mandat
Quand il apparaît dans les sources en 584 ou 585, il détient déjà le titre de patrice et il devient alors exarque de Ravenne, un poste qu'il occupe jusqu'en 589 ou 590. La péninsule est alors assaillie par les Lombards et Smaragde trouve un accord avec le roi Authari en 585. Par la suite, il joue les intermédiaires entre le pape Pélage II et les évêques impliqués dans le schisme d'Aquilée. Depuis une trentaine d'années, les évêques du nord de l'Italie ont rompu les liens avec Rome, en raison de la condamnation des Trois Chapitres. Smaragde semble avoir fait vivement pression sur eux car l'un d'entre eux, Elias d'Aquilée, se plaint directement à Maurice, qui lui ordonne d'y mettre fin.
Cependant, en 588, Samaragde se rend à Aquilée et arrête Sévère, le successeur d'Elias et trois autres évêques pour les amener à Ravenne et les contraindre à se rallier à la papauté. Peu après cet événement, il est destitué et remplacé par un certain Romanus. Selon Paul Diacre, Maurice le congédie en raison de sa folie mais il est plus probable que ses manières brutales déplaisent à l'empereur.

### Second mandat
À la suite de l'insuccès de l’exarque Callinicius contre les Lombards, celui-ci fut remplacé par Smaragde, qui retourna donc en Italie entre 602 et 603. Selon certains historiens, ce serait l’empereur byzantin Phocas (602-610), qui accéda au trône après avoir assassiné Maurice Ier et, à un moment critique pour Byzance, envoya Smaragdo pour gouverner Ravenne. Sans exclure la possibilité que Smaragde fût envoyé en Italie par Maurice Ier en 602, avant son assassinat.
Smaragde, ne pouvant compter sur l’envoi de renforts d'Orient, d’autant plus que l'Empire était dans une guerre difficile contre la Perse, fut obligé de signer une trêve avec les Lombards en 603, qui fut prolongée jusqu’en 605. À la fin de la trêve, les Lombards conquirent Bagnoregio et Orvieto en Toscane, Smaragde se résolut à signer une autre trêve pour une année, renouvelée ensuite pour trois ans.
En 609, la trêve fut prolongée pour un an : Agilulf envoya Stabiliciano à Constantinople, où fut conclue cette trêve, renouvelée chaque année jusqu’en 615.

## Sources
- (it) Cet article est partiellement ou en totalité issu de l’article de Wikipédia en italien intitulé « Smaragdo » (voir la liste des auteurs) le 02/11/2012.